# Памятник Дзержинскому (Уфа)
Памятник Феликсу Эдмундовичу Дзержинскому — скульптура революционера, председателя ВЧК, установленная в Уфе в сквере Дзержинского.

## История
Памятник Ф. Э. Дзержинскому был установлен в Уфе в 1987 году около здания КГБ Башкирской АССР (ныне — здание прокуратуры Республики Башкортостан) в сквере Дзержинского за зданием кинотеатра «Родина». 
Скульптором памятника стал ленинградский художник Альберт Серафимович Чаркин. Скульптура была отлита на ленинградском заводе «Монументскульптура» из бронзы, постамент статуе, высотой в 3 м, был выполнен из полированного карельского гранита. Одновременно с установкой памятника позади него были высажены пирамидальные тополи.
В первом проекте (1986 год) памятник Дзержинскому был обращен лицом в сторону улицы Чернышевского, к фасадному крыльцу КГБ, но потом, по решению главного архитектора Уфы Фарита Рихмукова, его повёрнули в сторону улицы Крупской. На открытии памятника в Уфе присутствовали старые коммунисты Александр Ефремов и Николай Самоделкин, которые лично встречались с Дзержинским в 1924 году.
Народное название памятника «Спиной к Родине» связано с тем, что памятник стоит позади кинотеатра «Родина» и повёрнут к нему спиной.